# Tierpark Neumünster
Koordinaten: 54° 5′ 30″ N, 9° 56′ 42″ O
Der Tierpark Neumünster ist ein Zoo in Schleswig-Holstein. Der Park beherbergt auf einer bewaldeten Fläche von 24 Hektar rund 700 Tiere aus insgesamt 100 Säugetier-, Vogel- und Reptilienarten.
Der Tierpark Neumünster ist Mitglied im VdZ (Verband der Zoologischen Gärten), im DWV (Deutscher Wildgehege Verband) und in der EAZA (European Association of Zoos and Aquaria). Er beteiligt sich zurzeit (2021) an 17 Europäischen Erhaltungszuchtprogrammen (EEP) und ist vor allem bekannt für seine Erfolge in der Haltung und Zucht von Europäischen Wisenten. Seit 2016 wurden insgesamt vier Neumünsteraner Wisente in Kooperation mit dem WWF in den rumänischen Karpaten ausgewildert.
Gemeinsam mit dem angrenzenden Stadtwald zählt der Tierpark Neumünster zum „Naturerlebnisraum in Schleswig-Holstein“. Im Tierpark befinden sich eine originalgetreu rekonstruierte und eingerichtete Nissenhütte sowie ein Geestbauernhof.

## Geschichte
Der Tierpark wurde 1951 als Heimattiergarten Neumünster von Neumünsteraner Bürgern gegründet. Er war lange durch eine konsequente Beschränkung auf Tierarten, die in Mitteleuropa heimisch sind oder waren, wie Wölfe (bis 2015) und Braunbären (bis 2018), charakterisiert. In den 1980er Jahren wurde der „Heimattiergarten“ in „Tierpark“ umbenannt und das Konzept erweitert. Neben einheimischen Tierarten wie Seehunden, Luchsen, Wildkatzen und Wisenten wurden Tierarten wie Eisbären, Berberaffen und Humboldt-Pinguine in den Tierbestand aufgenommen. Einige Anlagen, wie beispielsweise die Berberaffen-Anlage, sind für Besucher begehbar.
Schon in den 1930er Jahren war die Einrichtung eines Tiergartens in Neumünster im Gespräch. Alwin Brandt hatte Ende der zwanziger Jahre ein zoologisches Museum eingerichtet und wollte anschließend den nächsten Schritt mit einem Tiergarten machen. Doch er scheiterte und vollführte diesen Plan danach in Cuxhaven. 1927 griff Franz Geilsdorf den Gedanken auf und band in den Folgejahren viele Natur- und Tierfreunde ein.
„Wir bauen einen Tiergarten“: 1935 warb er mit Vorträgen für dieses Vorhaben. Besonders in dem Kunstmaler Edgar Windt fand Geilsdorf starke Unterstützung und beinahe wäre bereits zu diesem Zeitpunkt der Tiergarten im Stadtwald auf dem jetzigen Flugplatzgelände entstanden. Die Heeresbauleitung nutzte dieses Gelände jedoch für den Flugverkehr. Franz Geilsdorf kam nicht wieder aus dem Krieg zurück und ein Jahrzehnt verging, bis der Gedanke Tiergarten erneut aufgegriffen wurde.
Nach dem Zweiten Weltkrieg erinnerte sich Edgar Windt an diese Idee und fand in Willy Mandry, einem begeisterten Falkner, tatkräftige Unterstützung. Beide konnten die Vorstellung von „ihrem“ Tiergarten eindrucksvoll schildern. Durch die falknerischen Tierpräsentationen und die Tiermalerei bot sich eine reizvolle Kombination.
1949 fand die mittlerweile angewachsene Gruppe der Tiergartenfreunde ein geeignetes Gelände im Stadtwald: die Gebäudereste eines vormaligen Schießstandes der deutschen Jägerschaft mit den landschaftlichen Reizen des Stadtwaldes wurden für den Tiergarten ins Auge gefasst. Die Stadtverwaltung sicherte die Unterstützung des Projektes zu. Willy Mandry richtete am Gebäuderest der ehemaligen Schießhalle einen Falkenhof mit seinen Greifvögeln ein und schuf somit einen ersten Tierbestand für den neuen Tiergarten. Viele Neumünsteraner kamen zum „Wildpark Falkenhorst“.
Die Gründung der Tiergartenvereinigung mit der Gründungsversammlung vom 20. April 1950 sicherte dann das Vorhaben eines Tiergartens. Ein Vorstand unter dem Vorsitz des Bürgermeisters Max Kupfer nahm seine Arbeit auf: Der Tiergarten wurde in Angriff genommen und aus dem Falkenhorst wurde ein Jahr später der Heimattiergarten Neumünster. Die Hauptarbeit übernahmen Edgar Windt und Willy Mandry, unterstützt vom Jugendaufbauwerk, von Berufsschülern des Zimmereihandwerks und von Spenden seitens der Bürger Neumünsters. 6000 Besucher kamen, als am 1. Juli 1951 der Heimattiergarten eröffnet wurde.
Der Tierpark geriet in die Schlagzeilen, als die Direktorin im Zuge der COVID-19-Pandemie im April 2020 öffentlich darüber nachdachte, mehr Zootiere als üblich zu schlachten, falls sich die finanzielle Lage wegen der Schließung weiter zuspitzen würde.

## Besondere Tiere

### Eisbär Knut
Am 28. November 2007 berichtete das Flensburger Tageblatt, dass der im Zoologischen Garten Berlin geborene Eisbär „Knut“ dem Tierpark Neumünster gehört. Knuts Vater „Lars“ war seit 1999 vom Neumünsteraner Zoo an den Zoo in Berlin ausgeliehen, und es sei vertraglich vereinbart worden, dass das erste geborene Jungtier – also Knut – dem Zoo von Neumünster gehöre. Der Direktor des Berliner Zoos, Bernhard Blaszkiewitz, bestätigte den Vertrag. Nachdem der Berliner Zoo es abgelehnt hatte, den Tierpark Neumünster an den Einnahmen aus der Vermarktung Knuts zu beteiligen, verklagte der Tierpark den Berliner Zoo.
Am 7. Juli 2009 wurde bekannt, dass sich der Berliner Zoo und der Tierpark Neumünster in dem Rechtsstreit einigten. Knut verblieb in Berlin, der Neumünsteraner Tierpark erhielt eine Ausgleichszahlung in Höhe von 430.000 Euro.

### Eisbär Vitus
Der am 2. Dezember 2000 im Zoo Rostock geborene Eisbär „Vitus“ hat aufrecht stehend eine Körpergröße von 3,60 m und ist somit der größte Eisbär Deutschlands sowie einer der größten Eisbären Europas.

## Bilder

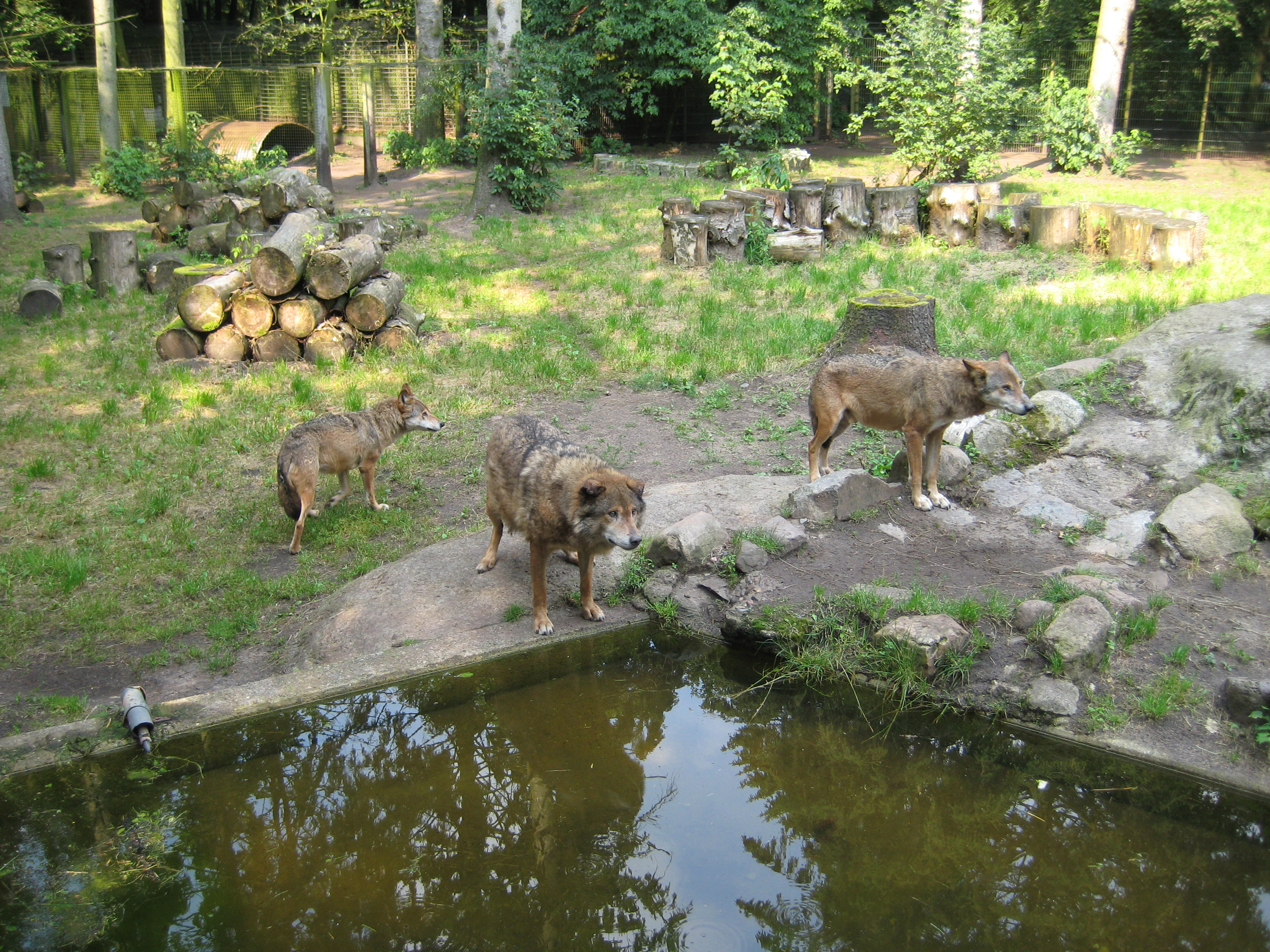
Einige Wölfe
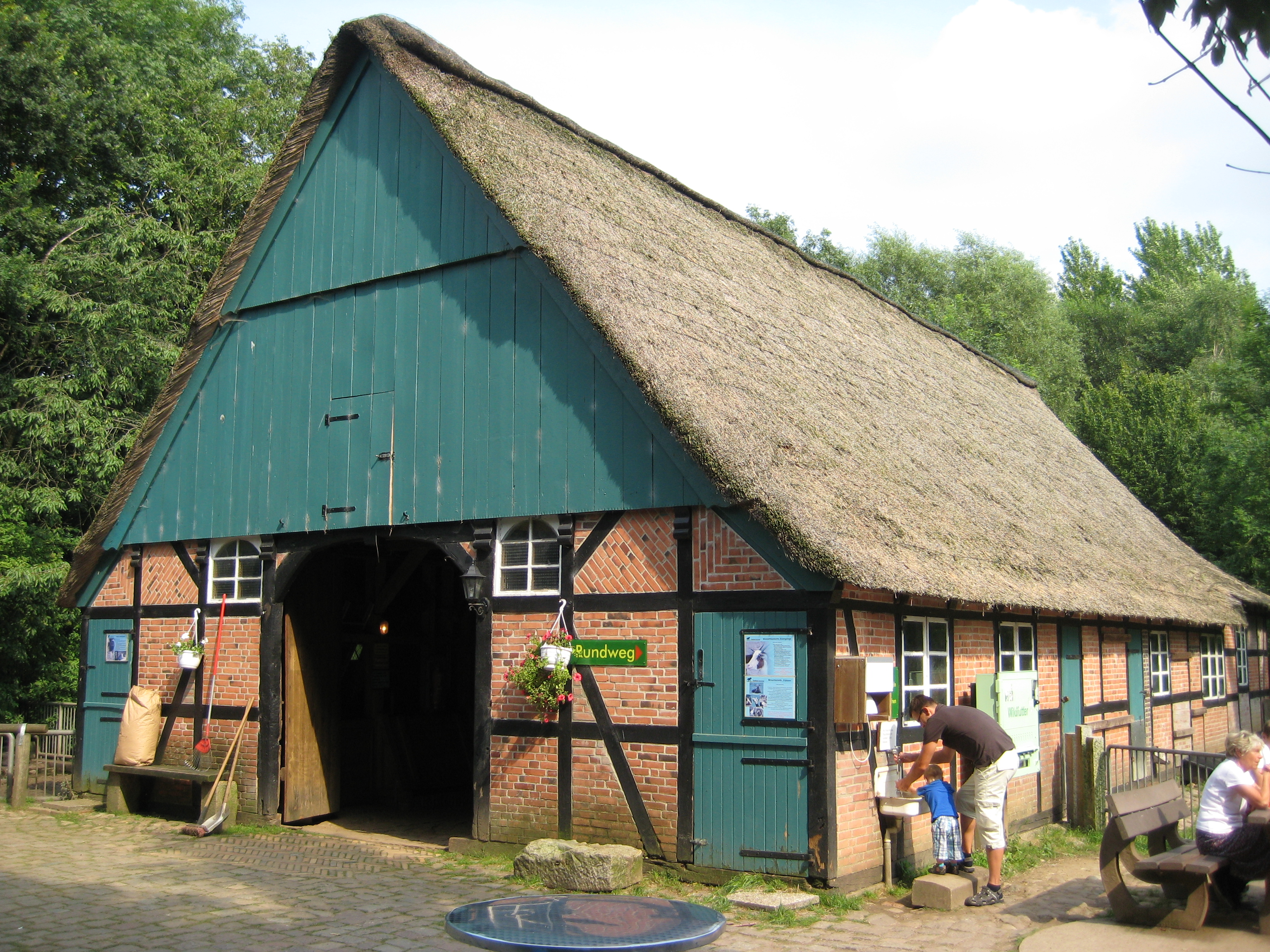
Der Geestbauernhof am Streichelzoo
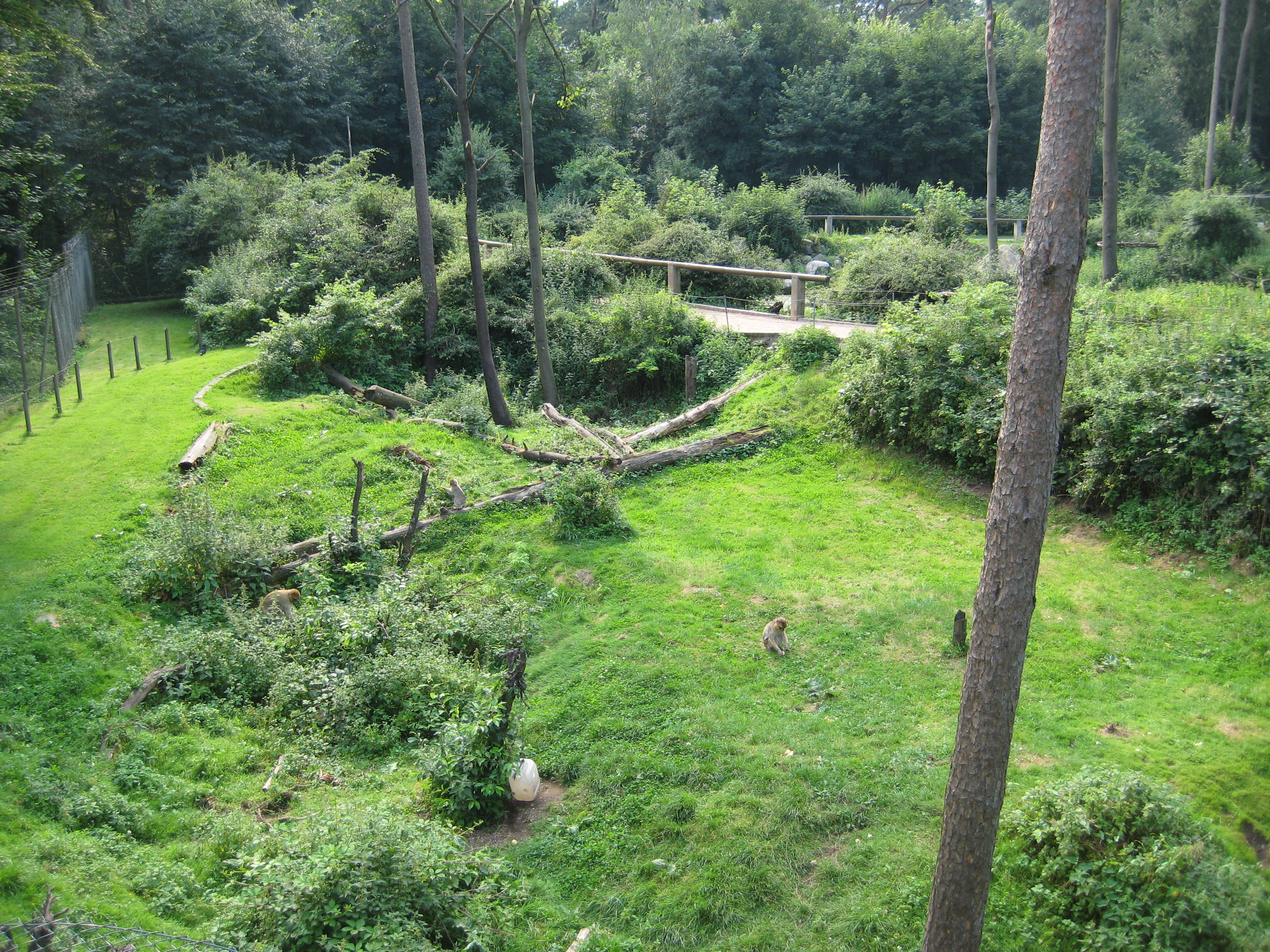
Besuchergelände der Berberaffen
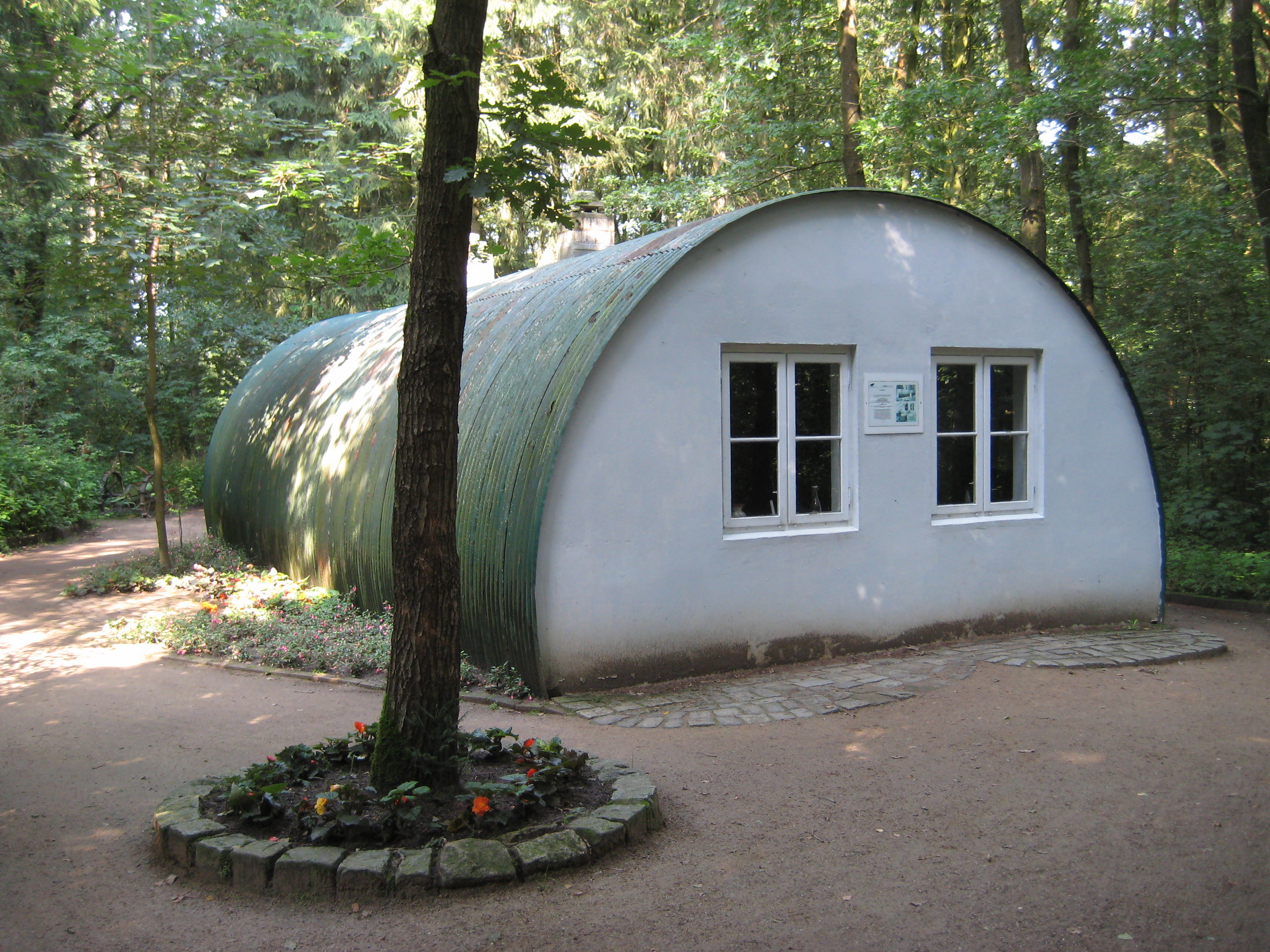
Nissenhütte